# Nordmannia cerri
Nordmannia cerri är en fjärilsart som beskrevs av Jacob Hübner 1818/27. Nordmannia cerri ingår i släktet Nordmannia och familjen juvelvingar. Inga underarter finns listade i Catalogue of Life.